# San Marcos, Mexico City
San Marcos är en ort i Mexiko.   Den ligger i kommunen Milpa Alta och delstaten Distrito Federal, i den sydöstra delen av landet, 30 km söder om huvudstaden Mexico City. San Marcos ligger 2 749 meter över havet och antalet invånare är 130.
Terrängen runt San Marcos är bergig, och sluttar norrut. Runt San Marcos är det tätbefolkat, med 411 invånare per kvadratkilometer. Närmaste större samhälle är Xochimilco, 12,9 km nordväst om San Marcos. Trakten runt San Marcos består till största delen av jordbruksmark.